# Pseudonaja
Pseudonaja es un género de serpientes venenosas de la familia Elapidae que se distribuyen por Australia, Nueva Guinea e islas adyacentes.

## Especies
Se reconocen las 9 siguientes según The Reptile Database:
- Pseudonaja affinis Günther, 1872
- Pseudonaja aspidorhyncha (Mccoy, 1879)
- Pseudonaja guttata (Parker, 1926)
- Pseudonaja inframacula (Waite, 1925)
- Pseudonaja ingrami (Boulenger, 1908)
- Pseudonaja mengdeni Wells & Wellington, 1985
- Pseudonaja modesta (Günther, 1872)
- Pseudonaja nuchalis Günther, 1858
- Pseudonaja textilis (Duméril, Bibron & Duméril, 1854)